# Tauafe
Tauafe (em árabe: طواف; romaniz.: Tawaf) é o ritual islâmico realizado durante o haje, ou seja, a peregrinação para Meca. Nele, o peregrino faz voltas em torno da Caaba, o recinto que protege a Pedra Negra. Diz-se que foi instituído ainda no tempo do profeta Maomé